# Guseo-dong
Guseo-dong (koreanska: 구서동) är en stadsdel i staden Busan i den sydöstra delen av Sydkorea, 300 km sydost om huvudstaden Seoul.  Den ligger i stadsdistriktet Geumjeong-gu.

## Indelning
Administrativt är Guseo-dong indelat i:
| Namn    | Namn             | Yta km² | Invånare 31 dec 2018 |
| ------- | ---------------- | ------- | -------------------- |
| 구서1동 | Guseo 1(il)-dong | 3,03    | 19 717               |
| 구서2동 | Guseo 2(i)-dong  | 3,19    | 35 229               |